# Ja nie bojus
Ja nie bojus (ros. Я не боюсь) – siódmy studyjny album rosyjskiego piosenkarza Siergieja Łazariewa wydany 23 sierpnia 2019 roku przez Koala Music.

## Lista utworów
Sporządzono na podstawie materiału źródłowego
| Nr. | Lista utworów                                  | Długość |
| --- | ---------------------------------------------- | ------- |
| 1   | Лови (Lovi)                                    | 3:29    |
| 2   | Я не боюсь (Ja nie bojus)                      | 3:06    |
| 3   | Близко (Blizko)                                | 4:03    |
| 4   | Может (Możet)                                  | 3:00    |
| 5   | Останови мой пульс (Ostanowi moj puls)         | 3:09    |
| 6   | Пьяным, чем обманутым (Pjanym, czem obmanutym) | 3:34    |
| 7   | Влюбленные (Wljubljennyje)                     | 3:08    |
| 8   | Goddess (Bonus Track)                          | 2:58    |